# 파나 헤마 테일러
파나 헤마 테일러(Pana Hema Taylor, 1989년 9월 14일 ~ )는 뉴질랜드의 배우이다.